# إد سكراين
إدوارد جورج «إد» سكراين (بالإنجليزية: Edward George "Ed" Skrein) هو ممثل ومغني راب إنجليزي ولد في يوم 29 أبريل 1983 في مدينة لندن عاصمة إنجلترا، مثل دور البطولة (فرانك مارتن) في فلم الناقل بالوقود في 2015، ومثل أيضاً في مسلسل صراع العروش. ومثل أيضاً في فلم ديدبول.

## الأعمال
- صراع العروش
- أقتل أصدقائك
- الناقل بالوقود
- ديدبول
- سيف الثأر
- أليتا: ملاك المعركة
- ولد ملكا

## وصلات خارجية
- إد سكراين على موقع IMDb (الإنجليزية)
- إد سكراين على موقع روتن توميتوز (الإنجليزية)
- إد سكراين على موقع ألو سيني (الفرنسية)
- إد سكراين على موقع ميوزك برينز (الإنجليزية)
- إد سكراين على موقع أول موفي (الإنجليزية)
- إد سكراين على موقع قاعدة بيانات الأفلام السويدية (السويدية)
- إد سكراين على موقع ديسكوغز (الإنجليزية)
- إد سكراين على موقع قاعدة بيانات الفيلم (الإنجليزية)
- إد سكراين على موقع كينوبويسك (الروسية)

- إد سكراين على قاعدة بيانات الأفلام على الإنترنت